# Glicosaminoglicano polisulfatado
El glicosaminoglicano polisulfatado (o PSGAG, por ser 'polisulfated glycosaminoglycan' en inglés), vendido con el nombre comercial Adequan, es un fármaco inyectable que se usa en perros y caballos para tratar la cojera, el rango de movimiento disminuido y el dolor que vienen con la artritis, y es una de los suplementos para las articulaciones más prescritos para caballos. Es hecho de disacáridos repetidos—los cuales son hexosamina ligado a ácido hexurónico—y es similar a los glicosaminoglucanos que ya hay en el cartílago, y por esta razón, se integra fácilmente. Investigaciones in vitro han demostrado que PSGAG trabaja por inhibir los enzimas que degradan el cartílago y los huesos, y también inhibe la inflamación y estimula la síntesis de más cartílago. Aunque puede alcanzar el riesgo de sangrar, es relativamente seguro y tiene un LD50 alto.
Se prescriba PSGAG mucho; sin embargo, algunas investigaciones aún muestran resultas conflictivas en lo que respeta la eficacia, que lleva a algunos a sostener que el PSGAG no es el único responsable para el alivio de artritis en los casos de mucho éxito.

## Usos medicinales
En mayor parte, se usa PSGAG para tratar la artritis traumática y la artrosis. Se ha mostrado que es mejor en tratar la artritis aguda que la crónica, mas algunas dicen que su eficaz en casos agudos aún es limitada si no hayan enzimas degenerativos. Aunque la FDA (la Administración de Alimentos y Medicamentos en los EE. UU.) solo han aprobado el uso de PSGAG para los caninos y los caballos, se usa PSGAG fuera de lo indicado para tratar la deficiencia motriz en los cerdos, como un «protector de las articulaciones» o para tratar la cistitis intersticial en gatos y para tratar la artritis en los conejos.

### Formas disponibles
Se administra PSGAG como una serie de inyecciones durante unas semanas, y se puede continuar uno o dos veces a el mes después. Normalmente se administra intramuscularmente, pero también se puede administrar intraarticularmente en caballos o subcutáneamente en los usos fuera de lo indicado. La administración de PSGAG intraarticularmente debe ser de manera aséptico—a veces se da con el antibiótico amikacina para prevenir la infección—.
No hay equivalentes genéricos o indicados para los humanos de PSGAG en los Estados Unidos.

## Efectos secundarios y sobredosis
Los efectos secundarios de la administración intraarticular de PSGAG pueden incluir el dolor en las articulares, la deficiencia motriz y—raramente—las infecciones de las articulares. La inyección intramuscular pueden causar la inflamación y el sangriento dependiente de la dosis porque PSGAG es un análogo del anticoagulante heparina. En el perro, esto puede manifestar como sangrar de la nariz o como heces sangrientos. El riesgo elevado del sangriento causa que unos avisan que no se debe dar PSGAG a animales con trastornos de la sangre, aunque la única contraindicación absoluta es la hipersensibilidad a PSGAGs cuando se da intraarticularmente.
La sobredosis de PSGAG es rara, porque el LD50 es más de 1000 mg/kg (cuando se da por vía intravenosa en perros). Los signos de la sobredosis incluyen efectos secundarios exacerbados como el dolor en las articulares, la inflamación y la deficiencia motriz. Cuando se ha dado tres veces la dosis normal a unos peros dos veces por semana para 13 semanas, los perros tenían el hígado y los riñones con pesados disminuidos, y también lesiones microscópicos en el hígado, los riñones y los nodos linfáticos. Con once veces la dosis normal, los perros también tenían menos plaquetass, el tiempo de protrombina más larga—es decir, la coagulación por la vía extrínseca fue más despacio—, más alanina aminotransferasa y más colesterol.

## Farmacología

### Mecanismo

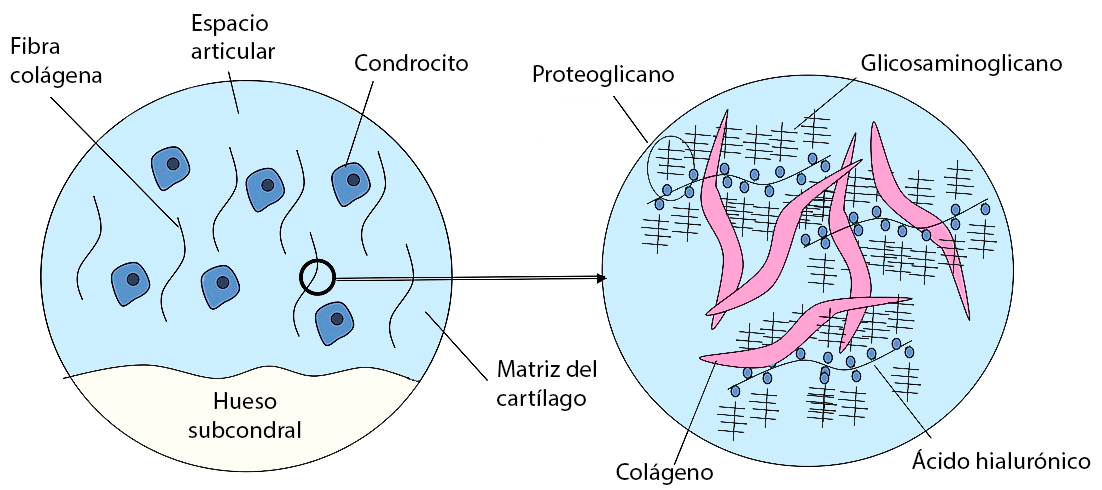
La matriz del cartílago. El espacio articular es lleno de líquido sinovial. Los glicosaminoglicanos son ligados a proteínas, que son ligados a un hilo de ácido hialurónico para hacer una escobilla para botellas.

Normalmente, los cartílagos articulares tienen complejas de proteoglicanoss, que son proteínas con cadenas laterales hechas de glicosaminoglicanos como queratán sulfato y condroitín sulfato ligado a hilos de ácido hialurónico. Las cadenas laterales de glicosaminoglicanos son polianiónicas, que causa que las cadenas adyacentes se empujan al lado para hacer una «escobilla para botellas», en que el ácido hialurónico es el tallo y las cadenas laterales son las cerdas. Cuando se ejerce una fuerza a la articulación, los fluidos fluyen entre los condrocitoss y el líquido sinovial, intercambiando nutrientes.
En la artrosis, los complejos de proteoglicanos empiecen a desaparecer, y el ácido hialurónico se empeora y disminuye. Esto baja la viscosidad del líquido sinovial, y por lo tanto sube la fricción y causa que los glóbulos blancos y unos enzimas entran y provocan la inflamación y la degradación del cartílago. Los esteroides liberados como resultado matan a los condrocitos. Los condrocitos restantes tienen problemas en intercambiar nutrientes con el líquido sinovial, con lo que habrían podido reparar algunos daños.
El mecanismo de PSGAG in vivo se basa en observaciones e investigaciones in vitro. PSGAG inhibe muchas de los enzimas catabólicos que degradan el cartílago, los proteoglicanos y el ácido hialurónico. Los enzimas inhibidos incluyen las proteasas de serina, que tienen un papel en la degradación mediada por la interleucina-1 de los proteoglicanos y el colágeno; los enzimas lisosómicos, que causan que el proteoglicano se disocia del ácido hialurónico; la elastasa; las metaloproteinasas como estromelisina, que degrada las proteínas de la matriz del cartílago; y colagenasas como la catepsina B y la hialuronidasa. PSGAG inhibe la síntesis de prostaglandina E2, que se libera cuando hay una herida articulada y que causa la inflamación, aumenta la pérdida de proteoglicano y baja el umbral de los receptores de dolor. La inflamación se disminuye aún más por prevenir el sistema del complemento de activarse, probablemente por alterar la proteína C reactiva. La inhibición de la coagulación de sangre baja la cantidad de la fibrinolisis resuelta, que causaría la muerte celular y aumentaría la inflamación local.
PSGAG también estimula la síntesis de los glicosaminoglicanos, el ácido hialurónico y el colágeno, lo que aumenta la viscosidad sinovial. Sin embargo, no puede reversar completamente la desaparición del cartílago ni puede reversar la pérdida de hueso causada por la artritis.

### Farmacocinética
PSGAG llega a la concentración máxima en el sangre después de 20 a 40 minutos cuando se inyecta intramuscularmente, y 30-40% de él liga a las proteínas en el sangre. Entra todos los tejidos y llega al cartílago en menos de dos horas, donde se integra con los matrices del cartílago; el cartílago dañado por la artrosis tiene una preferencia mayor para él. PSGAG alcance a su concentración máxima en la articulación en 48 horas, y puede durar hasta 96 horas antes de que los riñones lo excretan.